# Accord de cessez-le-feu entre les États-Unis et les Houthis en 2025
Le 6 mai 2025, un accord de cessez-le-feu entre les États-Unis et les Houthis du Yémen, négocié par Oman, entre en vigueur. Celui-ci met fin aux attaques américaines de mars à mai 2025 au Yémen, ainsi qu'aux frappes aériennes américano-britanniques plus larges sur le Yémen depuis le début de la crise de la mer Rouge. Les Houthis acceptent en contrepartie de cesser leurs attaques contre les navires américains, mais poursuivent par ailleurs leurs attaques contre les navires liés à l'État hébreu en mer Rouge et soulignent que le cessez-le-feu ne s'appliquera « en aucune manière » à Israël, qui a commencé à mener ses propres frappes contre le Yémen.

## Contexte
Les Houthis commencent leur campagne de ciblage du transport maritime international en octobre 2023, après l'invasion israélienne de la bande de Gaza en réponse aux attaques du Hamas du 7 octobre. En solidarité avec les groupes armés palestiniens et cherchant à faire pression sur Israël pour un cessez-le-feu et la levée du blocus de Gaza, les Houthis lancent des missiles et des drones sur des navires naviguant au large du Yémen, tirent des missiles balistiques et lancent des attaques de drones sur des villes israéliennes, tuant au moins un civil à Tel Aviv et frappant le périmètre de l'aéroport Ben Gourion,. En réponse, les États-Unis, le Royaume-Uni et une coalition multinationale lancent l'opération Gardien de la prospérité, combinant des escortes navales avec des frappes aériennes épisodiques sur les infrastructures militaires et civiles des Houthis. Le 12 janvier 2024, les États-Unis, en collaboration avec le Royaume-Uni, mènent une campagne de bombardements contre des cibles houthies au Yémen en réponse à leurs attaques visant des navires en mer Rouge.
Les Houthis cessent leurs activités contre les navires après le cessez-le-feu de 2025, mais reprennent immédiatement les attaques après la violation du cessez-le-feu par Israël, l'État hébreu bombardant de nouveau la bande de Gaza en mars 2025. En conséquence, les États-Unis lancent une vaste campagne de frappes aériennes et navales contre des cibles houthies au Yémen le 15 mars 2025, notamment des systèmes radars, des défenses aériennes et des sites de lancement balistiques et de drones utilisés par les Houthis.

## Accord de cessez-le-feu
Le 6 mai 2025, le président américain Donald Trump déclare la fin des frappes sur le Yémen, « terminées avec effet immédiat » selon lui, à la suite d'un cessez-le-feu entre les États-Unis et les Houthis, négocié par Oman. L'annonce a lieu lors d'une réunion avec le Premier ministre canadien Mark Carney au Bureau ovale. Les Houthis acceptent de cesser leurs attaques contre les navires dans la mer Rouge, mais ont souligné que le cessez-le-feu ne s'appliquera « en aucune manière » à Israël. Alors que Trump présente l'accord comme une « capitulation » des Houthis « voulant cesser le combat », tout en ayant fait preuve de « beaucoup de courage », les Houthis pointent eux le « recul des États-Unis ». Selon des responsables de l'administration interrogés par le New York Times, Trump a accepté le cessez-le-feu car l'opération Rough Rider n'a pas atteint son objectif initial et la supériorité aérienne américaine n'était pas assurée dans le ciel yéménite. Selon certaines informations, l’Iran a joué un rôle en persuadant les Houthis de conclure un cessez-le-feu avec les États-Unis pour aider à créer une « dynamique » en vue des négociations nucléaires américano-iraniennes de 2025.
En réponse à la réaction israélienne, l'ambassadeur américain en Israël, Mike Huckabee, déclare que les États-Unis n'ont pas besoin de l'approbation israélienne pour parvenir à un accord de cessez-le-feu : « les États-Unis prendront des mesures contre les menaces contre les citoyens américains et pas nécessairement contre Israël ».

## Analyse
Selon l'ancien envoyé américain au Moyen-Orient Dennis Ross, l'accord entre les États-Unis et les Houthis a mis à l'écart le gouvernement israélien : « l'administration Trump pense aux intérêts de l'Amérique ». Selon des analystes, les Houthis sont les « plus grands gagnants » du cessez-le-feu, car ils continueront de cibler Israël et les navires liés à l'État hébreu.

## Réactions
- Israel : À la suite de l'accord, le Premier ministre israélien Benjamin Netanyahou affirme qu'« Israël se défendra seul »[15]. « Israël doit être capable de se défendre seul contre toute menace et tout ennemi », affirme le ministre israélien de la Défense, Israël Katz[15]. Selon des responsables israéliens, Israël n'a pas été prévenu à l'avance du cessez-le-feu entre les États-Unis et les Houthis. Les médias israéliens ont qualifié l'accord de « très mauvaise nouvelle pour Israël » et « doublement surprenant »[17].
- Iran : Le porte-parole du ministère iranien des Affaires étrangères, Esmaeil Baqaei, salue la cessation des attaques et la « fermeté et la persévérance » des Yéménites soutiennant le peuple palestinien[18].
- Saudi Arabia : Le ministère saoudien des Affaires étrangères salue le cessez-le-feu au Yémen « dans le but de protéger la navigation et le commerce internationaux »[19].
- ONU : La porte-parole adjointe du Secrétaire général de l'ONU, Stéphanie Tremblay, salue le cessez-le-feu et les efforts déployés par Oman pour obtenir l'accord[18].